# 丹陽 (演員)
丹陽（1933年7月14日—2000年8月17日），本名謝再生，臺灣男演員。

## 生平
丹陽生於臺北，在彰化長大。他原姓蔡，因過繼給謝家改姓謝。他是臺灣1960到1980年代當紅的國台語雙聲帶演員，出道前曾在中國石油公司、味全公司任職。1963年，他經閩南語劇演員小林和玲玲推薦進入台視演戲，台視導播林登義替他取了「丹陽」這個藝名。之後，他成為華視基本演員。他戲路寬廣，亦正亦邪，且會口技、雜耍、各地方言，因此演出機會甚多。
1985年12月11日，丹陽曾因心肌梗塞動過手術。康復後，他繼續演藝事業。1994年，他演出公視籌委會第一部自製劇《天暗，燒香去囉》。2000年8月17日下午，丹陽因心臟衰竭病逝，享年68歲。他晚年經濟狀況不佳，由兒子奉養。
丹陽的妻子曾在台灣銀行工作，兩人育有四個孩子。他是愛狗人士，總是帶著愛犬四處出入，甚至還曾攜愛犬進攝影棚。

## 演出作品

### 電影
- 龍虎風雲（1970）——二楞子
- 聚寶盆（1970）
- 真假太太（1971）
- 神出鬼沒女煞星（1975）
- 新孫悟空72變（1976）
- 十八王公（1980）
- 東追西趕跑跳碰（1980）
- 源（1980）
- 老師，斯卡也答（1982）
- 愛的羽毛在飄（1982）
- 油麻菜籽（1983）
- 誘惑（1983）
- 迷你特攻隊（1983）
- 兒子的大玩偶（1983）...江阿發的工頭
- 七先生與啞吧花（1983）
- 天下第一（1983）
- 策馬入林（1984）
- 老莫的第二個春天（1984）
- 他摃龜，我發財（1984）
- 八番坑口的新娘（1985）
- 彰化脫褲莊（1985）
- 人間男女（1985）
- 中獎（1985）
- 孤戀花（1985）
- 紅粉奇兵（1985）
- 校園青春樂（1987）
- American Commando3 :Savage Temptation（1987）
- 東京俏姑娘（1988）
- 龍發堂（1988）
- 轟天雙雄（1988）
- 心變（1988）
- 目訓上你的床（1989）
- 咱們都是台灣人（1989）
- 春秋茶室（1990）
- 鬼出嫁（1990）
- 與狼共愛（1991）
- 冬之祭（1991）
- 戲夢人生（1993）
- 十八（1993）
- 超級大國民（1996）
- 乞愛者（1998）...計程車司機
- 超級公民（1999）

### 電視劇
- 浪子回頭（1963）
- 金十字架（1969）飾演阿鹿，女主角之兄
- 風蕭蕭（1970）
- 江湖兒女（1970）
- 金瓜石（1971）
- 淘氣公主（1984）
- 孔明三氣周瑜（1990，飾演 呂範）
- 目蓮傳（1992，飾演 石父）
- 天暗，燒香去囉（1994）
- 乞丐與藝旦（1995，飾演 陳仔舍）
- 阿蓮（1996）
- 邊緣人（1996）
- 台灣靈異事件（1996）
- 愛你入骨（1998，飾演 錢伯）
- 1998年 民視 台灣作家劇場 - 在室男 飾 闊嘴師
- 台灣靈異事件-鐵頭娶鬼妻（2000，飾演 林添財）

## 外部連結
- 丹陽在香港影庫上的簡介